# Juvenal Edjogo-Owono
Juvenal Edjogo-Owono, o simplement Juvenal (Sabadell, 3 d'abril de 1979), és un futbolista català que es defineix com a migcampista i actualment és exentrenador de Porcinos a la Kings League.

## Carrera de club
Com a futbolista es va formar a les categories inferiors del RCD Espanyol.
La temporada 2001-2002 és cedit i juga amb el Llevant UE, i en acabar la temporada torna al club blanc-i-blau.
El 2003 abandona la disciplina de l'Espanyol per jugar al Racing de Santander (on no va disposar de gaires ocasions per a jugar) i al Castelló. El 2004 fitxa pel Deportivo Alavés, i amb aquest equip aconsegueix l'ascens a Primera divisió. La temporada 2005-2006 va fitxar pel Recreativo de Huelva amb qui va tornar a aconseguir l'ascens a la màxima divisió del futbol estatal. Després de passar la primera part de la temporada (06-07) en aquest equip sense jugar un sol minut, va marxar al mercat d'hivern al Club Deportivo Tenerife. L'estiu del 2007 fitxa pel Fútbol Club Cartagena.
El maig del 2008 fitxa pel club de la seva ciutat natal, el CE Sabadell FC, on va marxar en finalitzar la temporada 2012/2013.
El 2017 fitxa pel Joventut Ribetana Assoc.Esport.A (Tercera Divisió Catalana) on és convocat en 9 partits, 3 de titular, 6 de suplent i 7 jugats. Amb 1 gol. Juga de Migcampista.

## Internacional
Nascut a Catalunya, fill de pare equatoguineà i mare espanyola de Granada, té la doble nacionalitat.
Amb la selecció de Guinea Equatorial ha estat internacional en diverses ocasions. El 7 de juny del 2008 va marcar, de penal, l'únic gol que ha aconseguit de moment amb la selecció, en la derrota davant de Sud-àfrica per 4 gols a 1, partit vàlid per a la classificació per la Copa del Món de Futbol de 2010.